# 플로리다검은늑대
플로리다흑색늑대 (학명 : Canis rufus floridanus, 영어: Florida black wolf), 플로리다늑대, 흑색늑대는 붉은늑대의 아종 중 하나로 플로리다에 살았었던 멸종한 아종이다. 이 아종은 서식지 파괴와 사냥으로 인해 1908년 멸종했다.

## 종 논쟁
이 아종은 한번 주로 텍사스 주가 아종인 아메리카붉은늑대의 아종으로 간주되었으며, 이후 색상 변화로 인해 플로리다흑색늑대라는 별도의 아종으로 구분된다. 붉은 색의 아종인 플로리다붉은늑대는 플로리다 이외 지역에도 서식했지만 1921년 멸종했다. 이 두 종 모두 붉은늑대의 아종으로 평가하는 대신 실제로는 코요테와 가깝기 때문에 Canis niger niger라는 새로운 삼명법이 제기되었다. 그러나, 이 변화는 1957년 동물 명칭 표준화위원회의 결정에 따라 무효화되었다.
아종에 신빙성이 의심되며, 현재 알려진 붉은늑대 자체의 아종 구분이 유효하지 않다는 지적도 나온다.